# Teorema de Liouville–Arnold
Na teoria dos sistemas dinâmicos, o teorema de Liouville–Arnold estabelece que se, em um sistema Hamiltoniano dinâmico com n graus de liberdade, também há conhecidas n integrais de movimento primeiras que são independentes e em involução, então existe uma transformação canônica a coordenadas de ângulos de ação na qual a transformação Hamiltoniana é dependente somente das coordenadas de ação e os ângulos de coordenadas evoluem linearmente no tempo.

## Formulação geral

### Teorema (Liouville-Arnold-Jost)
Seja {\displaystyle (M^{2n},\omega )} uma variedade simplética com colchete de Poisson associado {\displaystyle \{\cdot ,\cdot \}}. Sejam {\displaystyle f_{1},f_{2},\ldots ,f_{n}\,\colon \,M\to \mathbb {R} } funções suaves e defina {\displaystyle \mathbf {f} \,\colon M\to \mathbb {R} ^{n}} por {\displaystyle \mathbf {f} (x)=(f_{1}(x),\ldots ,f_{n}(x))}. Fixe {\displaystyle \mathbf {a} \in \mathbb {R} ^{n}} na imagem de {\displaystyle \mathbf {f} } e ponha {\displaystyle M_{\mathbf {a} }=\mathbf {f} ^{-1}(\mathbf {a} )=\{x\in M\mid \mathbf {f} (x)=\mathbf {a} \}}. Suponha que
(i) as funções estão em involução: {\displaystyle \{f_{i},f_{j}\}=0} para todo {\displaystyle i,j}; e
(ii) {\displaystyle \mathrm {d} f_{1},\mathrm {d} f_{2},\ldots ,\mathrm {d} f_{n}} são linearmente independentes em todo ponto de {\displaystyle M_{\mathbf {a} }} ou, equivalentemente, {\displaystyle \mathbf {f} _{\ast }} tem posto maximal em todo ponto de {\displaystyle M_{\mathbf {a} }}.
O subespaço topológico {\displaystyle M_{\mathbf {a} }} é uma subvariedade lagrangiana de {\displaystyle M}. Se {\displaystyle C_{\mathbf {a} }} é uma componente conexa e compacta de {\displaystyle M_{\mathbf {a} }}, então {\displaystyle C_{\mathbf {a} }} é difeomorfa a um {\displaystyle n}-toro, {\displaystyle C_{\mathbf {a} }\cong \mathbb {S} ^{1}\times \cdots \times \mathbb {S} ^{1}}, o produto {\displaystyle \mathbb {T} ^{n}} de {\displaystyle n} círculos {\displaystyle \mathbb {S} ^{1}}. Se as {\displaystyle f_{i}}s estiverem em involução com um hamiltoniano {\displaystyle H}, então o fluxo do campo {\displaystyle \mathbf {X} _{H}} associado a {\displaystyle H} leva {\displaystyle C_{\mathbf {a} }} em si mesmo. Tal toro é chamado portanto de toro invariante.
A segunda, e mais substancial, parte merece ser enunciada como outro.

### Teorema (Coordenadas de ângulo-ação)
Além disso, existem um aberto {\displaystyle U} de {\displaystyle M} contendo {\displaystyle C_{\mathbf {a} }} e um difeomorfismo {\displaystyle (J_{1},\ldots ,J_{n},\varphi ^{1},\ldots ,\varphi ^{n})\,\colon \,U\to D^{n}\times \mathbb {T} ^{n}}, onde {\displaystyle D^{n}=\{x\in \mathbb {R} ^{n}:\Vert x\Vert <1\}} é o disco {\displaystyle n}-dimensional, tais que
(i) se {\displaystyle \pi _{D}\,\colon \,D^{n}\times \mathbb {T} ^{n}\to D^{n}} é a projeção canônica, as fibras de {\displaystyle \pi _{D}\circ (J,\varphi )} são toros invariantes. As coordenadas de ação {\displaystyle J_{1},\ldots ,J_{n}} são constantes em cada toro invariante do aberto {\displaystyle U}.
(ii) {\displaystyle (J,\varphi )^{\ast }\eta =\omega \vert _{U}}, onde {\displaystyle \textstyle {\eta =\sum \mathrm {d} x_{i}\wedge \mathrm {d} \theta ^{i}}}. Em outras palavras, o difeomorfismo {\displaystyle (J,\varphi )} é um simplectomorfismo (ou transformação canônica) de {\displaystyle (U,\omega \vert _{U})} em {\displaystyle (D^{n}\times \mathbb {T} ^{n},\eta )}.
Uma carta semilocal do tipo de {\displaystyle (U,J,\varphi )} é chamada de sistema semilocal de coordenadas de ângulo-ação. 
Temos que {\displaystyle \lambda =\textstyle \sum J_{i}\,\mathrm {d} \varphi ^{i}\in \Omega ^{1}(U)} é uma 1-forma de Liouville para {\displaystyle \omega \vert _{U}}, isto é, {\displaystyle \mathrm {d} \lambda =\omega \vert _{U}}. Segue daí e da isotropia de {\displaystyle C_{\mathbf {b} }\subset U} que {\displaystyle J_{i}(x)={\frac {1}{2\pi }}\oint _{\Gamma _{i}(x)}\lambda }, onde {\displaystyle \Gamma _{i}(x)} é a imagem de um dos geradores do primeiro grupo de homologia de {\displaystyle C_{\mathbf {a} }}. Note que {\displaystyle \mathrm {d} f_{i}(\mathbf {X} _{H})=\{H,f_{i}\}=0}, logo {\displaystyle \mathbf {X} _{H}} é tangente a cada um dos toros invariantes. Portanto, {\displaystyle \mathrm {d} H{\Bigl (}{\frac {\partial }{\partial \varphi ^{i}}}{\Bigr )}=0}, ou seja, {\displaystyle H\vert _{U}} depende apenas das coordenadas de ação. Se {\displaystyle \gamma } é uma curva integral de {\displaystyle \mathbf {X} _{H}} começando em {\displaystyle C_{\mathbf {a} }} (portanto permanecendo aí), vemos que {\displaystyle \varphi ^{i}\circ \gamma } evolui linearmente {\displaystyle (\mathrm {mod} \,\,2\pi )} no tempo. Isso porque {\displaystyle \mathrm {d} {\bigl (}\mathrm {d} H{\bigl (}{\tfrac {\partial }{\partial J_{i}}}{\bigr )}{\bigr )}{\bigl (}{\tfrac {\partial }{\partial \varphi ^{j}}}{\bigr )}={\tfrac {\partial }{\partial \varphi ^{j}}}{\bigl (}{\tfrac {\partial }{\partial J_{i}}}(H){\bigr )}=[{\tfrac {\partial }{\partial \varphi ^{j}}},{\tfrac {\partial }{\partial J_{i}}}](H)+{\tfrac {\partial }{\partial J_{i}}}{\bigl (}\mathrm {d} H{\bigl (}{\tfrac {\partial }{\partial \varphi ^{j}}}{\bigr )}{\bigr )}} e {\displaystyle [{\tfrac {\partial }{\partial \varphi ^{j}}},{\tfrac {\partial }{\partial J_{i}}}]=0}, logo {\displaystyle \partial H\vert _{U}/\partial J_{i}} depende apenas das coordenadas de ação. Evoluir linearmente {\displaystyle \mathrm {mod} \,2\pi } aqui significa que, levantando {\displaystyle \varphi ^{k}\circ \gamma } ao recobrimento universal {\displaystyle \mathbb {R} } segundo a aplicação {\displaystyle 2\pi }-periódica  {\displaystyle p\,\colon \,\mathbb {R} \to \mathbb {S} ^{1}}, {\displaystyle p(s)=e^{is}=\cos s+{\sqrt {-1}}\sin s}, obtemos uma função suave {\displaystyle s_{k}\,\colon \,\mathbb {R} \to \mathbb {R} }. Essa função satisfaz {\displaystyle {s_{k}}^{\!\prime }=\partial (H\vert _{U})/\partial J_{k}}, logo {\displaystyle s_{k}} é afim, daí o “linearmente”. O movimento evolui como o de um sistema multiperiódico, com frequências {\displaystyle \nu _{k}(\mathbf {a} )={\tfrac {1}{2\pi }}\partial H/\partial J_{k}}.

## Subgrupos discretos do grupo aditivoRn{\displaystyle \mathbb {R} ^{n}}
Provaremos nesta seção que todo subgrupo discreto do grupo aditivo do {\displaystyle \mathbb {R} }-espaço vetorial {\displaystyle \mathbb {R} ^{n}} é o span integral de um certo subconjunto linearmente independente.
Lema. Seja {\displaystyle \Gamma \neq \{\mathbf {0} \}} um subgrupo discreto de {\displaystyle (\mathbb {R} ^{n},+)}. Então existem {\displaystyle \mathbf {v} _{1},\ldots ,\mathbf {v} _{k}} elementos linearmente independentes tais que {\displaystyle \Gamma =\mathbb {Z} \mathbf {v} _{1}+\cdots +\mathbb {Z} \mathbf {v} _{k}}.
Antes, um
Fato. Um subgrupo discreto de um grupo topológico Hausdorff é necessariamente fechado.
Prova. Seja {\displaystyle H} um subgrupo discreto do grupo topológico Hausdorff {\displaystyle G}. Suponha que existe {\displaystyle x\in G,x\notin H} com a propriedade de que toda vizinhança de {\displaystyle x} intersecta {\displaystyle H}. Nenhuma dessas interseções pode ter apenas um elemento, já que {\displaystyle G} é Hausdorff e {\displaystyle x\notin H}. Sendo {\displaystyle H} discreto, existe uma vizinhança {\displaystyle U} de {\displaystyle e}, o elemento idêntico, tal que {\displaystyle U\cap H=\{e\}} . Por continuidade da função {\displaystyle (x,y)\mapsto xy^{-1}}, alguma vizinhança {\displaystyle V} de {\displaystyle e} satisfaz {\displaystyle VV^{-1}\subset U}. Uma vez que translações são homeomorfismos, {\displaystyle xV} é vizinhança de {\displaystyle x}, portanto há distintos {\displaystyle y_{1},y_{2}\in xV\cap H}. Mas {\displaystyle y_{1}{y_{2}}^{\!-1}\neq e} está em {\displaystyle VV^{-1}\cap H\subset U\cap H}, absurdo.
Prova do Lema. Pelo resultado anterior, {\displaystyle \Gamma } é fechado. Sejam {\displaystyle \mathbf {e} _{1},\ldots ,\mathbf {e} _{r}} elementos linearmente independentes de {\displaystyle \Gamma } gerando um subgrupo {\displaystyle H} e um subespaço {\displaystyle W}. Suponha que {\displaystyle \Gamma \cap W=H}. Se {\displaystyle H\neq \Gamma }, podemos definir a função {\displaystyle x\mapsto \operatorname {dist} (x,W)} no fechado não-vazio {\displaystyle \Gamma \smallsetminus W}. Observe que {\displaystyle \operatorname {dist} (x+w,W)=\operatorname {dist} (x,W)} para todo {\displaystyle w\in W}, pois a adição de {\displaystyle W} lhe dá estrutura de grupo; e {\displaystyle \operatorname {dist} (cx,W)=c\operatorname {dist} (x,W)}, {\displaystyle c>0}, pois {\displaystyle W} é subespaço. Seja {\displaystyle \alpha =\inf\{\,\operatorname {dist} (x,W)\mid x\in \Gamma \smallsetminus W\,\}}. Escolha uma sequência {\displaystyle (x_{n})} de pontos em {\displaystyle \Gamma \smallsetminus W} com {\displaystyle \operatorname {dist} (x_{n},W)<\alpha +{\tfrac {1}{n}}}. Então para alguma sequência {\displaystyle (p_{n})} de pontos em {\displaystyle W} temos {\displaystyle \vert x_{n}-p_{n}\vert <1+\alpha +{\tfrac {1}{n}}}. Considerando as partes inteiras das coordenadas de {\displaystyle p_{n}} na base {\displaystyle \mathbf {e} _{1},\ldots ,\mathbf {e} _{r}}, obtemos uma sequência {\displaystyle (z_{n})} de pontos em {\displaystyle H} com {\displaystyle (y_{n})=(x_{n}-z_{n})} uma sequência limitada de pontos em {\displaystyle \Gamma \smallsetminus W}. Já que {\displaystyle \Gamma } é um espaço discreto e fechado, alguma subsequência de {\displaystyle (y_{n})} é constante, logo podemos supor que a sequência possui valor constante {\displaystyle y}. Como {\displaystyle \operatorname {dist} (x_{n}-z_{n},W)=\operatorname {dist} (x_{n},W)}, obtemos que {\displaystyle \operatorname {dist} (y,W)=\alpha }. Conclusão: há um ponto em {\displaystyle \Gamma } fora de {\displaystyle W} que minimiza a distância ao subespaço {\displaystyle W}. 
Agora procederemos indutivamente: partindo de um ponto {\displaystyle \mathbf {v} _{1}\in \Gamma \smallsetminus \{\mathbf {0} \}} mais próximo da origem, consideramos o subespaço {\displaystyle V_{1}} gerado por {\displaystyle \mathbf {v} _{1}} e o subgrupo {\displaystyle \Gamma _{1}} gerado por esse elemento. Afirmo que {\displaystyle \Gamma \cap V_{1}=\Gamma _{1}}. Suponha que não. Então há {\displaystyle \mathbf {w} \in (\Gamma \cap V_{1})\smallsetminus \Gamma _{1}}. Podemos então escrever {\displaystyle \mathbf {w} =c\mathbf {v} _{1}}, com {\displaystyle c\notin \mathbb {Z} }. Logo {\displaystyle 0<c-\lfloor c\rfloor <1}, donde {\displaystyle \mathbf {w} -\lfloor c\rfloor \mathbf {v} _{1}\in \Gamma \smallsetminus \{\mathbf {0} \}}; mas {\displaystyle \vert \mathbf {w} -\lfloor c\rfloor \mathbf {v} _{1}\vert <\vert \mathbf {v} _{1}\vert }, absurdo, pois {\displaystyle \mathbf {v} _{1}\neq \mathbf {0} } minimiza a distância à origem. Se {\displaystyle \Gamma _{1}=\Gamma }, estamos terminados. Caso contrário, existe um ponto em {\displaystyle \Gamma } fora de {\displaystyle V_{1}} que minimiza a distância ao subespaço {\displaystyle V_{1}}; escolha algum, digamos, {\displaystyle \mathbf {v} _{2}}; então {\displaystyle \{\mathbf {v} _{1},\mathbf {v} _{2}\}} é linearmente independente, gerando o subgrupo {\displaystyle \Gamma _{2}} e o subespaço {\displaystyle V_{2}}. Novamente vejamos por que {\displaystyle \Gamma \cap V_{2}=\Gamma _{2}}: caso não, existe {\displaystyle \mathbf {w} =\mathbf {w} _{0}+c\mathbf {v} _{2}}, {\displaystyle \mathbf {w} \in \Gamma \smallsetminus \Gamma _{2}}, {\displaystyle \mathbf {w} _{0}\in V_{1}}, {\displaystyle c\notin \mathbb {Z} }; temos {\displaystyle \mathbf {w} -\lfloor c\rfloor \mathbf {v} _{2}\in \Gamma \smallsetminus V_{1}}, mas {\displaystyle \operatorname {dist} ((c-\lfloor c\rfloor )\mathbf {v} _{2}+\mathbf {w} _{0},V_{1})=(c-\lfloor c\rfloor )\operatorname {dist} (\mathbf {v} _{2},V_{1})}, resultando em contradição. Iterando esse processo, obtemos vetores em {\displaystyle \Gamma } linearmente independentes {\displaystyle \mathbf {v} _{1},\mathbf {v} _{2},\ldots ,\mathbf {v} _{k-1}} gerando um subgrupo {\displaystyle \Gamma _{k-1}} e um subespaço {\displaystyle V_{k-1}} tais que {\displaystyle \Gamma \cap V_{k-1}=\Gamma _{k-1}}. Se {\displaystyle \Gamma _{k-1}\neq \Gamma }, o procedimento anterior nos dá {\displaystyle \mathbf {v} _{k}\in \Gamma \smallsetminus V_{k-1}}, com os {\displaystyle \Gamma _{k},V_{k}} correspondentes satisfazendo {\displaystyle \Gamma \cap V_{k}=\Gamma _{k}}. O número de iterações é obviamente limitado por {\displaystyle n=\dim \mathbb {R} ^{n}}.

## Os toros invariantes
Seja {\displaystyle X_{i}} o campo hamiltoniano em {\displaystyle M^{2n}} associado à função hamiltoniana {\displaystyle f_{i}}: {\displaystyle X_{i}\mathbin {\lrcorner } \omega =-\mathrm {d} f_{i}} Temos que {\displaystyle \mathrm {d} f_{j}(X_{i})=\{f_{j},f_{i}\}=0}, logo os campos {\displaystyle X_{1},\ldots ,X_{n}} são tangentes à subvariedade compacta e conexa {\displaystyle C_{\mathbf {a} }}, logo podem ser restritos a campos em {\displaystyle C_{\mathbf {a} }}. Uma vez que {\displaystyle \mathbf {f} _{\ast }} tem posto maximal em todo ponto de {\displaystyle M_{\mathbf {a} }}, os campos {\displaystyle X_{1},\ldots ,X_{n}} são linearmente independentes em todo ponto de {\displaystyle C_{\mathbf {a} }}, logo trivializam o fibrado tangente {\displaystyle TC_{\mathbf {a} }}. Sendo {\displaystyle C_{\mathbf {a} }} compacta, esses campos são completos, isto é, o fluxo {\displaystyle \rho _{i}^{s}} está definido para todo ponto de {\displaystyle C_{\mathbf {a} }} e para todo {\displaystyle s\in \mathbb {R} }. Pelas fórmulas de Cartan, os campos comutam: {\displaystyle [X_{i},X_{j}]=\mathbf {X} _{\{f_{i},f_{j}\}}=0}. É bem sabido que isso implica a comutatividade dos fluxos: {\displaystyle {\rho _{i}}^{\!s}\circ {\rho _{j}}^{\!t}={\rho _{j}}^{\!t}\circ {\rho _{i}}^{\!s}}. Para {\displaystyle \mathbf {t} =(t_{1},\ldots ,t_{n})\in \mathbb {R} ^{n}}, defina a função suave {\displaystyle \rho ^{\mathbf {t} }\,\colon \,C_{\mathbf {a} }\to C_{\mathbf {a} }} por {\displaystyle \rho ^{\mathbf {t} }={\rho _{1}}^{\!\!t_{1}}\circ {\rho _{2}}^{\!\!t_{2}}\circ \cdots \circ {\rho _{n}}^{\!\!t_{n}}}. Segue que {\displaystyle \rho ^{\mathbf {t} +\mathbf {s} }=\rho ^{\mathbf {t} }\circ \rho ^{\mathbf {s} }}. Agora para cada {\displaystyle p\in C_{\mathbf {a} }}, defina a função suave {\displaystyle \rho _{p}\,\colon \,\mathbb {R} ^{n}\to C_{\mathbf {a} }} por {\displaystyle \rho _{p}(\mathbf {t} )=\rho ^{\mathbf {t} }(p)}. O fato de que {\displaystyle X_{1},\ldots ,X_{n}} são linearmente independentes em todo ponto de {\displaystyle C_{\mathbf {a} }} permite concluir, pelo Teorema da Função Inversa, que {\displaystyle \rho _{p}} é um difeomorfismo local em torno de cada {\displaystyle \mathbf {t} \in \mathbb {R} ^{n}}. Essa afirmação é clara para {\displaystyle \mathbf {t} =\mathbf {0} }; use {\displaystyle \rho ^{\mathbf {t} +\mathbf {s} }=\rho ^{\mathbf {t} }\circ \rho ^{\mathbf {s} }}. Isso implica que a imagem de {\displaystyle \rho _{p}} é aberta em {\displaystyle C_{\mathbf {a} }}. Analogamente, também é fechada. Por conexidade, {\displaystyle \rho _{p}} é uma submersão sobrejetiva. Agora seja {\displaystyle G=\{\mathbf {t} \in \mathbb {R} ^{n}\mid \rho _{p}(\mathbf {t} )=p\}}. Trata-se de um subgrupo do grupo aditivo {\displaystyle \mathbb {R} ^{n}}. Uma vez que {\displaystyle \rho _{p}} é difeomorfismo local, {\displaystyle G} é subgrupo discreto. (Como esperávamos, {\displaystyle G} é fechado.) Pelo resultado da seção anterior, existem {\displaystyle \mathbf {e} _{1},\ldots ,\mathbf {e} _{k}} linearmente independentes de forma que {\displaystyle G=\mathbb {Z} \mathbf {e} _{1}+\mathbb {Z} \mathbf {e} _{2}+\ldots +\mathbb {Z} \mathbf {e} _{k}}. Portanto, {\displaystyle C_{\mathbf {a} }} é isomorfa como grupo de Lie difeomorfa como variedade a {\displaystyle \mathbb {R} ^{n}/\mathbb {Z} ^{k}\cong \mathbb {T} ^{k}\times \mathbb {R} ^{n-k}}. Como {\displaystyle C_{\mathbf {a} }} é compacta, devemos ter {\displaystyle k=n}, donde {\displaystyle C_{\mathbf {a} }\cong \mathbb {T} ^{n}}, com aplicação de recobrimento universal {\displaystyle \rho _{p}\,\colon \,\mathbb {R} ^{n}\to C_{\mathbf {a} }}. O subgrupo discreto {\displaystyle G} independe do {\displaystyle p\in C_{\mathbf {a} }} escolhido. É o subgrupo de isotropia de {\displaystyle C_{\mathbf {a} }}, denotado comumente por {\displaystyle \Lambda _{\mathbf {a} }}. Também é conhecido por reticulado de períodos de {\displaystyle C_{\mathbf {a} }}.

## Um sistema semilocal de coordenadas
Até então, estávamos interessados em um toro invariante particular. Passaremos agora a considerar vários toros invariantes simultaneamente, isto é, investigaremos uma vizinhança de {\displaystyle C_{\mathbf {a} }}. Precisamente, provaremos o seguinte
Lema (Vizinhança trivializável). Seja {\displaystyle C_{\mathbf {a} }} um toro invariante em {\displaystyle M}. Existem uma vizinhança {\displaystyle U} de {\displaystyle C_{\mathbf {a} }} e um difeomorfismo {\displaystyle \Phi \,\colon \,U\to D^{n}\times \mathbb {T} ^{n}\,} tais que
(i) {\displaystyle \mathbf {f} } aplica {\displaystyle U} sobre {\displaystyle D^{n}} e {\displaystyle \operatorname {pr} _{D}\circ \,\Phi =\mathbf {f} \vert _{U}};
(ii) as fibras da projeção canônica {\displaystyle \operatorname {pr} _{D}\,\colon \,D^{n}\times \mathbb {T} ^{n}\to D^{n}} voltam para {\displaystyle U} via {\displaystyle \Phi ^{-1}} como toros invariantes, com {\displaystyle {\operatorname {pr} _{D}}^{\!\!-1}(\mathbf {a} )=\Phi (C_{\mathbf {a} })}.
Essencialmente, {\displaystyle \mathbf {f} \vert _{U}\,\colon \,U\to D^{n}} é um fibrado trivial.
Esse Lema pode ser visto como consequência do Lema da Fibração de Ehresmann, mas vamos prová-lo de forma a evidenciar aspectos dinâmicos.
Prova do Lema. Para cada {\displaystyle \mathbf {b} \in \mathbb {R} ^{n}} e para cada componente conexa {\displaystyle N_{\mathbf {b} }} de um {\displaystyle M_{\mathbf {b} }}, temos que {\displaystyle N_{\mathbf {b} }} e {\displaystyle M_{\mathbf {b} }\smallsetminus N_{\mathbf {b} }} são fechados disjuntos em {\displaystyle M}, logo existem abertos disjuntos {\displaystyle V_{1},V_{2}} com {\displaystyle N_{\mathbf {b} }\subset V_{1}}, {\displaystyle M_{\mathbf {b} }\smallsetminus N_{\mathbf {b} }\subset V_{2}}. Considere o toro invariante {\displaystyle C_{\mathbf {a} }} em questão. Existe uma vizinhança {\displaystyle V} de {\displaystyle C_{\mathbf {a} }} em que {\displaystyle \mathbf {f} _{\ast }} tem sempre posto maximal {\displaystyle n}. Podemos supor que {\displaystyle V} tem fecho compacto. Seja {\displaystyle W} a reunião de todas as componentes conexas contidas em {\displaystyle V} de alguns {\displaystyle M_{\mathbf {b} }}s. Todas essas componentes conexas são compactas, uma vez que são subconjuntos fechados de um compacto, a saber, {\displaystyle {\overline {V}}}. Logo são toros invariantes {\displaystyle C_{\mathbf {b} }}. Afirmo que {\displaystyle W} é aberto em {\displaystyle M}. Se {\displaystyle x\in C_{\mathbf {b} }\subset V} não é ponto interior de {\displaystyle W}, toda vizinhança de {\displaystyle x} contém algum ponto de algum {\displaystyle N_{\mathbf {c} }} que por sua vez possui algum ponto fora de {\displaystyle V}, portanto fora de algum aberto {\displaystyle V^{\prime }} que separe  {\displaystyle C_{\mathbf {b} }} de {\displaystyle M_{\mathbf {b} }\smallsetminus C_{\mathbf {b} }}. Tomando vizinhanças contidas em {\displaystyle V^{\prime }} convergindo para o ponto {\displaystyle x}, da conexidade dos {\displaystyle N_{\mathbf {c} }}s obtemos pontos {\displaystyle q_{1},q_{2},\ldots ,q_{n},\ldots } em {\displaystyle \operatorname {bd} V^{\prime }}, a fronteira topológica de {\displaystyle V^{\prime }}, pertencendo a {\displaystyle N_{\mathbf {c} _{1}},N_{\mathbf {c} _{2}},\ldots }, e pontos {\displaystyle p_{1},p_{2},\ldots ,p_{n}} também em {\displaystyle N_{\mathbf {c} _{1}},N_{\mathbf {c} _{2}},\ldots }, com a sequência {\displaystyle (p_{n})} convergindo para {\displaystyle x}. Se {\displaystyle q\in \operatorname {bd} V^{\prime }} é um limite subsequencial de {\displaystyle (q_{n})}, temos, por um lado, {\displaystyle \mathbf {f} (p_{n})=\mathbf {c} _{n}}, donde {\displaystyle (\mathbf {c} _{n})} converge para {\displaystyle \mathbf {f} (x)=\mathbf {b} }; por outro lado, {\displaystyle \mathbf {f} (q_{n})=\mathbf {c} _{n}}, logo {\displaystyle q\in M_{\mathbf {b} }}. Isso é absurdo pois {\displaystyle q\in \operatorname {bd} V^{\prime }}, logo {\displaystyle q\notin C_{\mathbf {b} }}; mas {\displaystyle \operatorname {bd} V^{\prime }} é disjunta de {\displaystyle M_{\mathbf {b} }\smallsetminus C_{\mathbf {b} }}. Conclusão: {\displaystyle W} é uma vizinhança de {\displaystyle C_{\mathbf {a} }} fibrada por toros invariantes. Considere agora uma subvariedade de {\displaystyle W} transversa a todos os toros invariantes que a intersectam (isso pode ser feito localmente); podemos restringi-la a uma subvariedade {\displaystyle {\mathcal {D}}} tal que {\displaystyle \mathbf {f} ({\mathcal {D}})=D^{n}}. Por transversalidade, podemos ainda supor que {\displaystyle \mathbf {f} \vert _{\mathcal {D}}\,\colon \,{\mathcal {D}}\to D^{n}} é um difeomorfismo. O aberto {\displaystyle U=\mathbf {f} ^{-1}(D^{n})\cap W} é fibrado por toros invariantes. Conseguimos então uma seção {\displaystyle \sigma =(\mathbf {f} \vert _{\mathcal {D}})^{-1}\,\colon \,D^{n}\to U} do fibrado {\displaystyle \mathbf {f} \vert _{U}}. Defina o seguinte subespaço topológico {\displaystyle {\mathcal {P}}} de {\displaystyle U\times \mathbb {R} ^{n}}: {\displaystyle \textstyle {{\mathcal {P}}=\bigcup _{\mathbf {x} \in D^{n}}\{\sigma (\mathbf {x} )\}\times \Lambda _{\mathbf {x} }}}. Trata-se do fibrado de reticulados de períodos. Denotaremos por {\displaystyle \varpi \,\colon \,{\mathcal {P}}\to D^{n}} a projeção {\displaystyle \varpi (\sigma (\mathbf {x} ),\mathbf {t} )=\mathbf {x} }. Pelo Teorema da Função Implícita, podemos resolver localmente {\displaystyle \rho ^{\mathbf {t} }(\sigma (\mathbf {x} ))=\sigma (\mathbf {x} )} para {\displaystyle \mathbf {t} } como função de {\displaystyle \mathbf {x} }, obtendo uma seção local do fibrado {\displaystyle {\mathcal {P}}}. Usando seções locais, podemos levantar continuamente caminhos na base {\displaystyle D^{n}}. Encontraremos uma função suave {\displaystyle A\,\colon \,D^{n}\to \operatorname {GL} (n,\mathbb {R} )}, possivelmente depois de reduzir o raio de {\displaystyle D^{n}}, de forma que {\displaystyle A(\mathbf {x} )} é base para o reticulado {\displaystyle \Lambda _{\mathbf {x} }}. Escolha uma base {\displaystyle (\mathbf {e} _{1},\ldots ,\mathbf {e} _{n})} para o subgrupo de isotropia de {\displaystyle C_{\mathbf {a} }}; recorde que {\displaystyle \sigma (\mathbf {a} )\in C_{\mathbf {a} }}. Considere seções locais de {\displaystyle {\mathcal {P}}} em torno de {\displaystyle \mathbf {a} }, levando {\displaystyle \mathbf {a} } a {\displaystyle \mathbf {e} _{1},\mathbf {e} _{2},\ldots ,\mathbf {e} _{n}}; isso nos dá uma função suave {\displaystyle A\,\colon \,D^{n}\to \operatorname {Mat} _{n,n}(\mathbb {R} )}. Por continuidade do determinante, podemos supor que {\displaystyle A} aplica {\displaystyle D^{n}} em {\displaystyle \operatorname {GL} (n,\mathbb {R} )}. Vejamos por que {\displaystyle A(\mathbf {x} )} é base para {\displaystyle \Lambda _{\mathbf {x} }} para todo {\displaystyle \mathbf {x} \in D^{n}}: dado {\displaystyle \mathbf {t} \in \Lambda _{\mathbf {x} }}, escolha um caminho {\displaystyle \gamma \,\colon \,[0,1]\to D^{n}} partindo de {\displaystyle \mathbf {0} } até {\displaystyle \mathbf {x} } na base. Levante a um caminho {\displaystyle {\widetilde {\gamma \,}}} em {\displaystyle {\mathcal {P}}} terminando em {\displaystyle \mathbf {t} } e começando em algum ponto de {\displaystyle \Lambda _{\mathbf {a} }}. Temos que {\displaystyle {\widetilde {\gamma \,}}(s)} expressa-se como combinação linear a coeficientes racionais das colunas de {\displaystyle A(\gamma (s))}. Considerando os coeficientes, temos uma função contínua {\displaystyle [0,1]\to \mathbb {R} ^{n}} com imagem em {\displaystyle \mathbb {Q} ^{n}}. Essa função é constante, portanto. Como a imagem de {\displaystyle 0} possui coordenadas inteiras, também possui a imagem de {\displaystyle 1}, isto é, {\displaystyle \mathbf {t} } é combinação linear integral das colunas de {\displaystyle A(\mathbf {x} )}, como queríamos. Estamos prontos para definir a trivialização {\displaystyle \Phi \,\colon \,D^{n}\times \mathbb {T} ^{n}\to U}. Começaremos definindo o levantamento ao recobrimento universal, {\displaystyle {\widetilde {\Phi }}\,\colon \,D^{n}\times \mathbb {R} ^{n}\to U} por {\displaystyle {\widetilde {\Phi }}(\mathbf {x} ,\mathbf {t} )=\rho ^{A(\mathbf {x} )\mathbf {t} }(\sigma (\mathbf {x} ))}. É imediato que {\displaystyle {\widetilde {\Phi }}} desce a um difeomorfismo {\displaystyle D^{n}\times \mathbb {T} ^{n}\to U} com todas as propriedades mencionadas.

## Definindo coordenadas de ângulo-ação
O difeomorfismo {\displaystyle (\mathbf {f} ,{\bar {\varphi }})} obtido anteriormente pode não ser um simplectomorfismo, dada a arbitrariedade envolvida na escolha da seção {\displaystyle \sigma }. Começaremos identificando a vizinhança {\displaystyle U} com o produto {\displaystyle D^{n}\times \mathbb {T} ^{n}} via o difeomorfismo {\displaystyle (\mathbf {f} ,{\bar {\varphi }})} obtido na seção anterior. Então se {\displaystyle \pi _{D}\,\colon \,D^{n}\times \mathbb {T} ^{n}\to D^{n}} é a projeção canônica, as fibras {\displaystyle {\pi _{D}}^{\!\!-1}(x)} são toros invariantes.
Consideraremos o círculo {\displaystyle \mathbb {S} ^{1}} como um subgrupo de Lie do grupo {\displaystyle \mathbb {C} ^{\ast }=\mathbb {C} -\{0\}\cong \mathbb {S} ^{1}\times \mathbb {R} ^{+}}. Recordemos que o campo {\displaystyle \partial /\partial \theta } em {\displaystyle \mathbb {S} ^{1}} satisfaz {\displaystyle {p_{\ast }}_{s}{\bigl (}{\tfrac {\mathrm {d} }{\mathrm {d} t}}{\bigr \vert }_{s}{\bigr )}={\tfrac {\partial }{\partial \theta }}{\bigr \vert }_{p(s)}}, onde {\displaystyle p\,\colon \,\mathbb {R} \to \mathbb {S} ^{1}} é a aplicação de recobrimento universal {\displaystyle p(s)=e^{is}}. Além disso, para a translação (à esquerda ou à direita, pois o grupo é Abeliano) por {\displaystyle z\in \mathbb {S} ^{1}}, {\displaystyle T_{z}\,\colon \,\mathbb {S} ^{1}\to \mathbb {S} ^{1}} definida por {\displaystyle T_{z}(w)=zw}, vale {\displaystyle {(T_{z})}_{\ast }{\bigl (}{\tfrac {\partial }{\partial \theta }}{\bigr \vert }_{w}{\bigr )}={\tfrac {\partial }{\partial \theta }}{\bigr \vert }_{zw}}. A {\displaystyle 1}-forma de ângulo {\displaystyle \mathrm {d} \theta } é o campo de covetores dual a {\displaystyle {\tfrac {\partial }{\partial \theta }}}. Para {\displaystyle f\,\colon \,U\to \mathbb {S} ^{1}} suave, {\displaystyle {f_{\ast }}_{x}(v)=\mathrm {d} f_{x}(v)\cdot {\tfrac {\partial }{\partial \theta }}{\bigr \vert }_{f(x)}}, definindo então uma {\displaystyle 1}-forma (fechada) {\displaystyle \mathrm {d} f\in \Omega ^{1}(U)}; de fato {\displaystyle \mathrm {d} f=f^{\ast }(\mathrm {d} \theta )}. Para um grupo de Lie {\displaystyle G} e para funções suaves {\displaystyle f,h\,\colon \,U\to G}, definimos {\displaystyle f\cdot h\,\colon \,U\to G} pela fórmula {\displaystyle (f\cdot h)(x)=f(x)\cdot h(x)}. Não é difícil ver que {\displaystyle {(f\cdot h)_{\ast }}_{x}={{(L_{f(x)})}_{\ast }}_{h(x)}\circ {h_{\ast }}_{x}+{(R_{h(x)})_{\ast }}_{f(x)}\circ {f_{\ast }}_{x}}, onde {\displaystyle L_{g},R_{g}\,\colon \,G\to G} são os difeomorfismos de translação por {\displaystyle g\in G} à esquerda e à direita, respectivamente. Feitas essas observações, tornemos ao produto {\displaystyle D^{n}\times \mathbb {T} ^{n}}.
Temos
{\displaystyle {\frac {\partial }{\partial {\bar {\varphi }}^{i}}}=\sum _{k=1}^{n}a_{ik}X_{k}}, onde {\displaystyle a_{ik}\,\colon D^{n}\times \mathbb {T} ^{n}\to \mathbb {R} } são funções suaves constantes em cada toro invariante. Na expressão da {\displaystyle 2}-forma {\displaystyle \omega \in \Omega ^{2}(D^{n}\times \mathbb {T} ^{n})} no sistema de coordenadas {\displaystyle (\mathbf {f} ,{\bar {\varphi }})}, não há termos envolvendo {\displaystyle \mathrm {d} {\bar {\varphi }}^{i}\wedge \mathrm {d} {\bar {\varphi }}^{j}}, uma vez que os toros invariantes são subvariedades isotrópicas para {\displaystyle \omega }, i.e., {\displaystyle \omega =0} em um toro invariante. Para o coeficiente de {\displaystyle \mathrm {d} {\bar {\varphi }}^{i}\wedge \mathrm {d} f_{j}}, temos, uma vez que {\displaystyle X_{i}\mathbin {\lrcorner } \omega =-\mathrm {d} f_{i}},
{\displaystyle \omega {\Bigl (}{\frac {\partial }{\partial {\bar {\varphi }}^{i}}},{\frac {\partial }{\partial f_{j}}}{\Bigr )}=\sum _{k=1}^{n}a_{ik}\omega {\Bigl (}X_{k},{\frac {\partial }{\partial f_{j}}}{\Bigr )}=-\sum _{k=1}^{n}a_{ik}\mathrm {d} f_{k}{\Bigl (}{\frac {\partial }{\partial f_{j}}}{\Bigr )}=-a_{ij}}, então
{\displaystyle \omega =\sum _{i,j=1}^{n}b_{ij}\,\mathrm {d} f_{i}\wedge \mathrm {d} f_{j}-\sum _{i,j=1}^{n}a_{ij}\,\mathrm {d} {\bar {\varphi }}^{i}\wedge \mathrm {d} f_{j}}, para certas funções {\displaystyle b_{ij}}. Já que {\displaystyle \mathrm {d} \omega =0}, temos {\displaystyle {\frac {\partial b_{ij}}{\partial {\bar {\varphi }}^{k}}}={\frac {\partial a_{ki}}{\partial f_{j}}}-{\frac {\partial a_{kj}}{\partial f_{i}}}}. Logo {\displaystyle \partial b_{ij}/\partial {\bar {\varphi }}^{k}} independe das coordenadas {\displaystyle {\bar {\varphi }}}, pois isso vale para o lado direito. Como são fechadas as curvas integrais dos campos {\displaystyle {\tfrac {\partial }{\partial {\bar {\varphi }}^{k}}}}, temos {\displaystyle \partial b_{ij}/\partial {\bar {\varphi }}^{k}=0}. Consequentemente, tanto as funções {\displaystyle a_{ij}} quanto as funções {\displaystyle b_{ij}} são constantes em cada toro invariante. Agora escrevemos
{\displaystyle \omega =B-\sum _{i=1}^{n}\mathrm {d} {\bar {\varphi }}^{i}\wedge A_{i}}, onde {\displaystyle B=\sum _{i,j=1}^{n}b_{ij}\,\mathrm {d} f_{i}\wedge \mathrm {d} f_{j}} e {\displaystyle A_{i}=\sum _{j=1}^{n}a_{ij}\,\mathrm {d} f_{j}}. Como as {\displaystyle a_{ij}} e as {\displaystyle b_{ij}} são constantes em cada toro invariante, podemos considerar {\displaystyle A_{i}} e {\displaystyle B} como formas no disco {\displaystyle D^{n}}, isto é, existem {\displaystyle 1}-formas {\displaystyle \alpha _{1},\ldots ,\alpha _{n}\in \Omega ^{1}(D^{n})}  e uma {\displaystyle 2}-forma {\displaystyle \beta \in \Omega ^{2}(D^{n})} tais que {\displaystyle A_{i}={\pi _{D}}^{\!\ast }\alpha _{i}} e {\displaystyle B={\pi _{D}}^{\!\ast }\beta }. Novamente usando o fato de que {\displaystyle \omega } é fechada, concluímos que {\displaystyle \mathrm {d} A_{i}=0} e {\displaystyle \mathrm {d} B=0}. Como {\displaystyle \pi _{D}} é submersão sobrejetiva, temos {\displaystyle \mathrm {d} \alpha _{i}=0} e {\displaystyle \mathrm {d} \beta =0}. Sendo {\displaystyle D^{n}} um espaço contrátil, existem uma função suave {\displaystyle \mathbf {I} =(I_{1},I_{2},\ldots ,I_{n})\,\colon \,D^{n}\to \mathbb {R} ^{n}} e uma {\displaystyle 1}-forma {\displaystyle \xi \in \Omega ^{1}(D^{n})} tais que {\displaystyle \mathrm {d} I_{i}=\alpha _{i}}, {\displaystyle \mathrm {d} \xi =\beta }. Note que {\displaystyle \mathbf {I} } é um difeomorfismo local em torno de {\displaystyle \mathbf {0} }, pois, tendo {\displaystyle \mathbf {f} _{\ast }} posto maximal, segue que {\displaystyle \mathrm {d} I_{1},\ldots ,\mathrm {d} I_{n}} são linearmente independentes no ponto {\displaystyle \mathbf {0} }. Aqui potencialmente reduziremos o raio de {\displaystyle D^{n}} para que possamos supor {\displaystyle \mathbf {I} } um difeomorfismo. Defina {\displaystyle J_{i}=I_{i}\circ \pi _{D}={\pi _{D}}^{\!\ast }I_{i}} e note que {\displaystyle \mathrm {d} J_{i}=A_{i}}. Como  {\displaystyle \omega =B-\sum _{i=1}^{n}\mathrm {d} {\bar {\varphi }}^{i}\wedge \mathrm {d} J_{i}}, a matriz de {\displaystyle \omega } na carta {\displaystyle (\mathbf {f} ,{\bar {\varphi }})} é
{\displaystyle \left(\!{\begin{array}{c|c}{0}&-{\dfrac {\partial J_{i}}{\partial f_{j}}}\\\hline {\dfrac {\partial J_{i}}{\partial f_{j}}}&b_{ij}\end{array}}\!\right)}.
Já que {\displaystyle \omega } é não-degenerada, essa matriz é não-singular, logo {\displaystyle \det {\Bigl (}{\dfrac {\partial J_{i}}{\partial f_{j}}}{\Bigr )}\neq 0}. Concluímos que {\displaystyle (J,{\bar {\varphi }})} é difeomorfismo local; sendo invertível – recorde que {\displaystyle \mathbf {I} } é difeomorfismo –, {\displaystyle (J,{\bar {\varphi }})} é um sistema de coordenadas em {\displaystyle D^{n}\times \mathbb {T} ^{n}}. Agora ajustaremos a escolha da seção {\displaystyle \sigma }. Escreva 
{\displaystyle \xi =\sum _{i=1}^{n}g_{i}\,\mathrm {d} I_{i}} onde {\displaystyle g_{i}\,\colon \,U\to \mathbb {R} } são funções suaves. Para {\displaystyle p\,\colon \,\mathbb {R} \to \mathbb {S} ^{1}} a aplicação de recobrimento mencionada anteriormente e usando a operação de grupo em {\displaystyle \mathbb {S} ^{1}}, defina {\displaystyle \varphi ^{i}\,\colon \,U\to \mathbb {S} ^{1}}  por {\displaystyle {(p\circ g_{i}\circ \pi _{D})}\cdot \varphi ^{i}={\bar {\varphi }}^{i}}, notando que {\displaystyle \mathrm {d} \varphi ^{i}=\mathrm {d} {\bar {\varphi }}^{i}-\mathrm {d} (g_{i}\circ \pi _{D})}. Agora,
{\displaystyle {\begin{aligned}\sum _{i=1}^{n}\mathrm {d} J_{i}\wedge \mathrm {d} \varphi ^{i}&=\sum _{i=1}^{n}\mathrm {d} J_{i}\wedge \mathrm {d} {\bar {\varphi }}^{i}-\sum _{i=1}^{n}\mathrm {d} J_{i}\wedge {\pi _{D}}^{\!\ast }(\mathrm {d} g_{i})\\&=\sum _{i=1}^{n}\mathrm {d} J_{i}\wedge \mathrm {d} {\bar {\varphi }}^{i}+\sum _{i=1}^{n}{\pi _{D}}^{\!\ast }\mathrm {d} (g_{i}\,\mathrm {d} I_{i})\\&={\pi _{D}}^{\!\ast }(\mathrm {d} \xi )-\sum _{i=1}^{n}\mathrm {d} {\bar {\varphi }}^{i}\wedge \mathrm {d} J_{i}\\&=B-\sum _{i=1}^{n}\mathrm {d} {\bar {\varphi }}^{i}\wedge A_{i}\\&=\omega .\end{aligned}}}
Uma vez que {\displaystyle {\frac {1}{{(-1)}^{n(n-1)/2}n!}}\omega ^{\wedge n}=\mathrm {d} J_{1}\wedge \cdots \wedge \mathrm {d} J_{n}\wedge \mathrm {d} \varphi ^{1}\wedge \cdots \wedge \mathrm {d} \varphi ^{n}} e {\displaystyle \omega ^{n}} é uma forma de volume pois {\displaystyle \omega } é não-degenerada, temos que {\displaystyle (J,\varphi )_{\ast }} tem posto maximal em todo ponto, portanto {\displaystyle (J,\varphi )} é um difeomorfismo local. Como {\displaystyle (J,\varphi )} possui inversa, serve como sistema semilocal de coordenadas de ângulo-ação, porque {\displaystyle J_{i}} é constante em cada toro invariante. Isso finaliza a construção.

## Coordenadas de ângulo-ação no fibrado cotangente
No caso de um sistema mecânico cuja variedade de configurações é {\displaystyle M^{n}}, podemos tomar vantagem da existência de uma {\displaystyle 1}-forma global de Liouville no espaço de fase {\displaystyle (T^{\ast }M,\omega )}. Temos que a forma simplética {\displaystyle \omega } é {\displaystyle \omega =\mathrm {d} \theta }, onde {\displaystyle \theta \in \Omega ^{1}(T^{\ast }M)} é a {\displaystyle 1}-forma tautológica.

### Coordenadas de ação
Se for conhecida, numa vizinhança trivializável {\displaystyle U} de um toro invariante {\displaystyle C_{\mathbf {a} }}, uma {\displaystyle 1}-forma de Liouville {\displaystyle \theta }, podemos definir coordenadas de ação utilizando um difeomorfismo da forma {\displaystyle (\mathbf {f} ,{\bar {\varphi }})\,\colon \,U\to D^{n}\times \mathbb {T} ^{n}}. Escolhemos ciclos {\displaystyle {\gamma _{1}}^{\!\mathbf {a} },\ldots ,{\gamma _{n}}^{\!\mathbf {a} }} em {\displaystyle C_{\mathbf {a} }} cujas classes de homologia geram o primeiro grupo de homologia {\displaystyle H_{1}(C_{\mathbf {a} };\mathbb {Z} )\cong \mathbb {Z} ^{n}}. O difeomorfismo {\displaystyle (\mathbf {f} ,{\bar {\varphi }})=\Phi } seleciona então ciclos {\displaystyle {\gamma _{1}}^{\!\mathbf {b} },\ldots ,{\gamma _{n}}^{\!\mathbf {b} }} em {\displaystyle C_{\mathbf {b} }}s vizinhos cujas classes geram {\displaystyle H_{1}(C_{\mathbf {b} };\mathbb {Z} )} da seguinte maneira: se {\displaystyle \Phi \circ {\gamma _{i}}^{\!\mathbf {a} }(t)=(\mathbf {a} ,\gamma _{i}(t))}, então {\displaystyle {\gamma _{i}}^{\!\mathbf {b} }(t)=\Phi ^{-1}(\mathbf {b} ,\gamma _{i}(t))}. Note-se que, se {\displaystyle \gamma } e {\displaystyle \gamma ^{\prime }} são 1-ciclos (suaves) em algum {\displaystyle C_{\mathbf {b} }} que estão na mesma classe de homologia, então {\displaystyle \gamma -\gamma ^{\prime }=\partial c}, para alguma 2-cadeia (suave) {\displaystyle c} em {\displaystyle C_{\mathbf {b} }}, logo, pelo Teorema de Stokes,
{\displaystyle \oint _{\gamma }\theta ~-\oint _{\gamma ^{\prime }}\theta ~=\int _{\partial c}\theta ~=\int _{c}\omega ~=0},
pois os toros invariantes são subvariedades isotrópicas.
Definimos {\displaystyle I_{k}\,\colon \,D^{n}\to \mathbb {R} } por
{\displaystyle I_{k}(\mathbf {b} )={\frac {1}{2\pi }}\oint _{{\gamma _{k}}^{\!\mathbf {b} }}\theta }.
A {\displaystyle k}-ésima coordenada (ou aplicação) de ação é {\displaystyle J_{k}\,\colon \,U\to \mathbb {R} }, {\displaystyle J_{k}=I_{k}\circ \mathbf {f} \vert _{U}}. Essas funções são constantes em cada toro invariante.
Proposição. As funções {\displaystyle J_{1},\ldots ,J_{n}} estão em involução.
Seja {\displaystyle \mathbf {Y} _{k}} o campo Hamiltoniano associado à função {\displaystyle J_{k}}. Temos {\displaystyle \mathbf {Y} _{k}\mathbin {\lrcorner } \omega =-\mathrm {d} J_{k}=-{\textstyle \sum }\,h_{ik}\,\mathrm {d} f_{k}={\big (}{\textstyle \sum }\,h_{ik}\mathbf {X} _{k}{\big )}\mathbin {\lrcorner } \omega }, logo {\displaystyle \{J_{r},J_{s}\}=0} pois {\displaystyle \{f_{r},f_{s}\}=0}.

### Coordenadas de ângulo
Construiremos coordenadas de ângulo sob a seguinte hipótese: numa vizinhança fibrada {\displaystyle U} de {\displaystyle C_{\mathbf {a} }} existe uma carta de Darboux {\displaystyle (p,q)\,\colon \,U\to D^{n}\times \mathbb {T} ^{n}} com a propriedade de que {\displaystyle (J,q)\,\colon \,U\to \mathbb {R} ^{n}\times \mathbb {T} ^{n}} é um difeomorfismo com a imagem. Dessa hipótese segue que 
(i) {\displaystyle J} é constante ao longo de uma curva integral de {\displaystyle {\partial }/{\partial q^{j}}};
(ii) podemos supor {\displaystyle I=(I_{1},\ldots ,I_{n})} um difeomorfismo, donde concluímos que as fibras de {\displaystyle J} são toros invariantes;
(iii) o conjunto {\displaystyle \{\partial /\partial f_{k}\mid k=1,\ldots ,n\}\cup \{\partial /\partial q^{j}\mid j=1,\ldots ,n\}} é linearmente independente em todo ponto, pois {\displaystyle \mathbf {f} \vert _{U}\circ (J,q)^{-1}(x_{1},\ldots ,x_{n},\ldots )=I^{-1}(x_{1},\ldots ,x_{n})}, logo {\displaystyle \mathbf {f} _{\ast }(\partial /\partial q^{j})=0};
(iv) {\displaystyle \textstyle {\partial /\partial J_{i}=\sum c_{k}\cdot \partial /\partial f_{k}}}, onde {\displaystyle c_{k}\,\colon \,U\to \mathbb {R} }, {\displaystyle k=1,\ldots ,n}, são funções suaves constantes em cada toro invariante.
No que se segue, {\displaystyle \textstyle {\theta =\sum _{i}p_{i}\,\mathrm {d} q^{i}}\in \Omega ^{1}(U)} – não necessariamente a {\displaystyle 1}-forma tautológica –, de forma que {\displaystyle \mathrm {d} \theta =\omega \vert _{U}}.
Procederemos classicamente, construindo uma função (ou quase isso) geradora.
Começaremos cobrindo {\displaystyle \mathbb {T} ^{n}} por cartas coordenadas {\displaystyle (W_{i},\beta _{i})_{i\in I}} com {\displaystyle \beta _{i}\,\colon \,W_{i}\to D^{n}} um difeomorfismo. O difeomorfismo {\displaystyle \Phi } nos dá uma cobertura de {\displaystyle U} por cartas coordenadas {\displaystyle (V_{i},\alpha _{i})_{i\in I}}, com {\displaystyle \alpha _{i}\,\colon \,V_{i}\to D^{n}\times D^{n}\subset \mathbb {R} ^{2n}} difeomorfismo tal que {\displaystyle \operatorname {pr} _{1}\circ \,\alpha _{i}=\mathbf {f} \vert _{V_{i}}}. Para cada {\displaystyle i\in I} e cada toro invariante {\displaystyle C_{\mathbf {b} }}, escolheremos um ponto {\displaystyle {y_{i}}^{\!\mathbf {b} }\in V_{i}\cap C_{\mathbf {b} }}. Fazemos isso para {\displaystyle C_{\mathbf {a} }} e usamos {\displaystyle \Phi } para selecionar em {\displaystyle C_{\mathbf {b} }}s vizinhos. Escolhemos para cada {\displaystyle \mathbf {b} ,i} um caminho suave em {\displaystyle C_{\mathbf {b} }} entre o ponto seccional {\displaystyle \sigma (\mathbf {b} )} e {\displaystyle {y_{i}}^{\!\mathbf {b} }}. Temos {\displaystyle \alpha _{i}({y_{i}}^{\!\mathbf {b} })=(\mathbf {b} ,\ast )}. Se {\displaystyle x\in V_{i}\cap C_{\mathbf {b} }}, {\displaystyle \alpha _{i}(x)=(\mathbf {b} ,c_{x})}; voltando com o segmento de reta em {\displaystyle \{\mathbf {b} \}\times D^{n}} entre {\displaystyle \ast } e {\displaystyle c_{x}}, obtemos um caminho em {\displaystyle C_{\mathbf {b} }\cap V_{i}} entre {\displaystyle {y_{i}}^{\!\mathbf {b} }} e {\displaystyle x}. Definimos a aplicação suave {\displaystyle S_{i}\,\colon \,V_{i}\to \mathbb {R} } por
{\displaystyle S_{i}(x)=\int _{\gamma }\theta ~=\sum _{k=1}^{n}\int _{\gamma }p_{k}\,\mathrm {d} q^{k}}, onde {\displaystyle \gamma } é o caminho no toro invariante sobre o qual {\displaystyle x} está, entre o ponto seccional do toro e {\displaystyle x}, formado pela concatenação dos dois caminhos mencionados no parágrafo anterior.
Para encontrarmos a diferença {\displaystyle S_{i}\vert _{V_{i}\cap V_{j}}-S_{j}\vert _{V_{i}\cap V_{j}}}, note que teremos de integrar sobre um laço em um toro invariante. Lembrando-nos de que {\displaystyle \mathrm {d} \theta =\omega } e da isotropia, passamos à classe de homologia desse loop em {\displaystyle H_{1}(C_{\mathbf {b} };\mathbb {Z} )}, aqui gerado pelas classes dos ciclos fundamentais {\displaystyle {\gamma _{1}}^{\!\mathbf {b} },\ldots ,{\gamma _{n}}^{\!\mathbf {b} }}. Vemos de imediato que {\displaystyle S_{i}\vert _{V_{i}\cap V_{j}}-S_{j}\vert _{V_{i}\cap V_{j}}=2\pi m_{1}J_{1}\vert _{V_{i}\cap V_{j}}+\ldots 2\pi m_{n}J_{n}\vert _{V_{i}\cap V_{j}}}, onde {\displaystyle m_{1},\ldots ,m_{n}} são funções a valores inteiros constantes em cada componente conexa de {\displaystyle V_{i}\cap V_{j}}. Existem, portanto, funções que denotaremos por {\displaystyle {\frac {\partial S}{\partial q^{k}}}}, {\displaystyle k=1,\ldots ,n}, tais que {\displaystyle {\frac {\partial S}{\partial q^{k}}}{\bigg \vert }_{V_{i}}={\frac {\partial S_{i}}{\partial q^{k}}}}. Analogamente, existem funções {\displaystyle \varphi ^{1},\ldots ,\varphi ^{n}\,\colon \,U\to \mathbb {S} ^{1}} tais que {\displaystyle \varphi ^{k}\vert _{V_{i}}(x)=\exp \!{\bigg (}{\sqrt {-1}}\cdot {\frac {\partial S_{i}}{\partial J_{k}}}{\bigg \vert }_{x}{\bigg )}}.
Note que as 1-formas {\displaystyle \mathrm {d} \varphi ^{1},\ldots ,\mathrm {d} \varphi ^{n}} são localmente exatas com {\displaystyle \mathrm {d} \varphi ^{k}\vert _{V_{i}}=\mathrm {d} \left({\frac {\partial S_{i}}{\partial J_{k}}}\right)}.
Proposição 1. Vale {\displaystyle {\frac {\partial S}{\partial q^{k}}}=p_{k}}.
Prova. Tomando uma curva integral {\displaystyle q^{k}\,\colon \,(-\epsilon ,\epsilon )\to V_{i}} de {\displaystyle \partial /\partial q^{k}}, temos, uma vez que a imagem de {\displaystyle q^{k}} está contida numa vizinhança contrátil de uma subvariedade isotrópica (e usando a fórmula de Stokes),
{\displaystyle {\frac {\partial S_{i}}{\partial q^{k}}}{\bigg \vert }_{q^{k}(0)}={\frac {\mathrm {d} }{\mathrm {d} t}}{\bigg \vert }_{t=0}\int _{{q^{k}}_{\!t}}\theta ={\frac {\mathrm {d} }{\mathrm {d} t}}{\bigg \vert }_{t=0}\int _{{q^{k}}_{\!t}}p_{k}\,\mathrm {d} q^{k}}, onde {\displaystyle {q^{k}}_{\!t}={q^{k}}{\bigl \vert }_{[-\epsilon /2,\,t]}}.
A proposição segue.
Proposição 2. Se {\displaystyle x\in U}, então {\displaystyle \oint _{{\gamma _{j}}^{x}}\mathrm {d} \varphi ^{i}=2\pi \delta _{i}^{j}.}
Prova. Queremos precisar a manipulação simbólica
{\displaystyle \int _{\gamma _{j}}\mathrm {d} \varphi ^{i}~=\int _{\gamma _{j}}\mathrm {d} \left({\frac {\partial S}{\partial J_{i}}}\right)~={\frac {\partial }{\partial J_{i}}}\int _{\gamma _{j}}\mathrm {d} S~={\frac {\partial }{\partial J_{i}}}\int _{\gamma _{j}}\theta ~={\frac {\partial }{\partial J_{i}}}(2\pi J_{j})=2\pi \delta _{i}^{j}}.
Seja {\displaystyle c_{j}\,\colon \,\mathbb {R} \times U\to U} definida por {\displaystyle c_{j}(t,x)=\Phi ^{-1}(\mathbf {f} (x),\gamma _{j}(t))}. Para cada {\displaystyle x_{0}\in U} existem uma vizinhança {\displaystyle U_{0}} de {\displaystyle x_{0}} e uma partição {\displaystyle 0=t_{0}<t_{1}<t_{2}<\ldots <t_{r-1}<2\pi =t_{r}} tais que para cada {\displaystyle 1\leq k\leq r} existe {\displaystyle \nu =\nu (k)} com {\displaystyle c_{j}([t_{k-1},t_{k}]\times U_{0})\subset V_{\nu }}. Então para {\displaystyle x\in U_{0}},
{\displaystyle 2\pi J_{j}(x)=\int _{c_{j}(x,\cdot )}\theta ~=\sum _{k=1}^{r}\int _{t_{k-1}}^{t_{k}}{c_{j}(x,\cdot )}^{\ast }\theta ~=\sum _{k}\int _{t_{k-1}}^{t_{k}}\mathrm {d} (S_{\nu _{k}}\circ c_{j}(x,\cdot ))=\sum _{k}{\big [}S_{\nu _{k}}\circ c_{j}(x,t_{k})-S_{\nu _{k}}\circ c_{j}(x,t_{k-1}){\big ]}.}Da observação (iv), temos {\displaystyle {c_{j}(t,\cdot )}_{\ast }{\Bigl (}{\frac {\partial }{\partial J_{i}}}{\Bigr \vert }_{x}{\Bigr )}={\frac {\partial }{\partial J_{i}}}{\Bigr \vert }_{{c_{j}}(t,x)}}. Isso implica o resultado pois {\displaystyle \mathrm {d} \varphi ^{i}\vert _{V_{\nu _{k}}}=\mathrm {d} {\big (}{\tfrac {\partial S_{\nu }}{\partial J_{i}}}{\big )}}.
Proposição 3. A aplicação {\displaystyle (J,\varphi )} é uma carta local simplética.
Temos
{\displaystyle \mathrm {d} S_{\nu }=\theta \vert _{V_{\nu }}+\sum _{k}{\frac {\partial S_{\nu }}{\partial J_{k}}}\,\mathrm {d} J_{k}}. Tomando {\displaystyle \mathrm {d} } de ambos os membros, obtemos
{\displaystyle 0=\mathrm {d} ^{2}S_{\nu }=\omega \vert _{V_{\nu }}+\sum _{i}\mathrm {d} \left({\frac {\partial S_{\nu }}{\partial J_{i}}}\right)\wedge \mathrm {d} J_{i}=\omega \vert _{V_{\nu }}+\sum _{i}\mathrm {d} \varphi ^{i}\vert _{V_{\nu }}\wedge \mathrm {d} J_{i}}, logo {\displaystyle \omega =\sum _{i}\mathrm {d} J_{i}\wedge \mathrm {d} \varphi ^{i}}. Disso segue que {\displaystyle (J,\varphi )} é difeomorfismo local.
Proposição 4. A carta {\displaystyle (J,\varphi )} é um difeomorfismo com a imagem (portanto é um simplectomorfismo, ou transformação canônica).
Considere os campos {\displaystyle \partial /\partial \varphi ^{i}}, tangentes a cada toro invariante – de fato, {\displaystyle \partial /\partial \varphi ^{i}} é o campo hamiltoniano associado a {\displaystyle J_{i}}. O subgrupo de isotropia da ação de {\displaystyle (\mathbb {R} ^{n},+)} em um toro invariante {\displaystyle C_{\mathbf {b} }} (fixo) dada pela composição dos fluxos dos {\displaystyle \partial /\partial \varphi ^{i}} (restritos a {\displaystyle C_{\mathbf {b} }}) é discreto. Seja {\displaystyle \mathbf {e} _{1},\ldots ,\mathbf {e} _{n}} uma base. As imagens das curvas {\displaystyle t\mapsto t\mathbf {e} _{i}} são ciclos que geram a primeira homologia de {\displaystyle C_{\mathbf {b} }}. Considere a matriz {\displaystyle B\in \operatorname {GL} (n,\mathbb {Z} )} que leva a base dos ciclos fundamentais {\displaystyle \{[{\gamma _{i}}^{\mathbf {b} }]\mid i=1,\ldots ,n\}\subset H_{1}(C_{\mathbf {b} };\mathbb {Z} )} na base {\displaystyle \{[{\bar {\gamma }}_{i}]\}} obtida pelas {\displaystyle t\mapsto (t\mathbf {e} _{i}\,\,\,\mathrm {mod} \,\,\Lambda )}. Usando que {\displaystyle \mathrm {d} \varphi ^{k}} é fechada, concluímos, pela Proposição 2, que {\displaystyle {\tfrac {1}{2\pi }}({\mathbf {e} _{1}}^{\!\!{\mathsf {T}}}\quad {\mathbf {e} _{2}}^{\!\!{\mathsf {T}}}\quad \cdots \quad {\mathbf {e} _{n}}^{\!\!{\mathsf {T}}})=B}, logo {\displaystyle \Lambda } é o reticulado canônico {\displaystyle 2\pi \mathbb {Z} ^{n}}. Temos então um difeomorfismo {\displaystyle \psi \,\colon \,\mathbb {T} ^{n}=\mathbb {R} ^{n}/\Lambda \to C_{\mathbf {b} }}. Para {\displaystyle \psi \,\colon \,\mathbb {T} ^{n}\to C_{\mathbf {b} }} temos {\displaystyle (\varphi \vert _{C_{\mathbf {b} }}\!\circ \psi )_{\ast }{\Big (}{\frac {\partial }{\partial \theta ^{i}}}{\Big )}={\frac {\partial }{\partial \theta ^{i}}}}, em seus respectivos espaços tangentes. Disso segue que {\displaystyle \varphi \vert _{C_{\mathbf {b} }}\!\circ \psi \,\colon \,\mathbb {T} ^{n}\to \mathbb {T} ^{n}} é uma translação. Portanto {\displaystyle \psi } inverte {\displaystyle \varphi \vert _{C_{\mathbf {b} }}} a menos de uma translação. Isso é dizer que as coordenadas toroidais {\displaystyle \varphi ^{1},\ldots ,\varphi ^{n}} são as coordenadas angulares canônicas em {\displaystyle \mathbb {T} ^{n}}.